# Ferdinando Alberto I di Brunswick-Lüneburg
Ferdinando Alberto I di Brunswick-(Wolfenbüttel) Bevern (Brunswick, 22 maggio 1636 – Bevern, 25 aprile 1687) fu duca di Brunswick-Lüneburg dal 1666 fino alla sua morte. Era imparentato con i principi di Brunswick-Wolfenbüttel.

## Biografia

### Infanzia

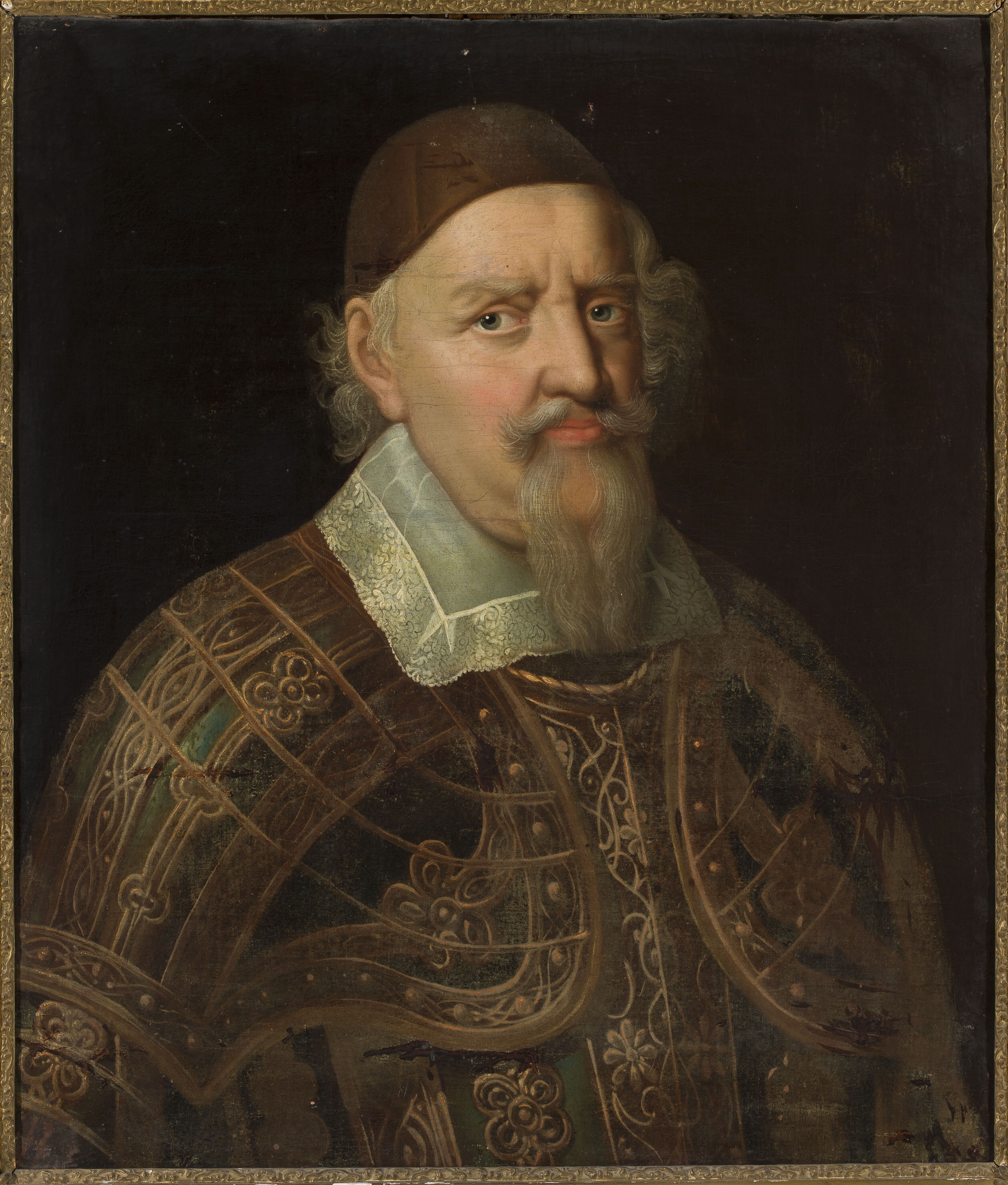
Augusto di Brunswick-Lüneburg

Ferdinando Alberto era il terzo figlio di Augusto di Brunswick-Lüneburg. Alla morte del padre, nel 1666, i tre figli avevano avuto delle questioni circa l'eredità, e Ferdinando Alberto aveva ricevutto il palazzo di Bevern, oltre ad alcuni diritti feudali e una parte consistente dell'eredità paterna in cambio del governo di Wolfenbüttel, che sarebbe stato governato insieme dai suoi fratelli maggiori.

### Matrimonio

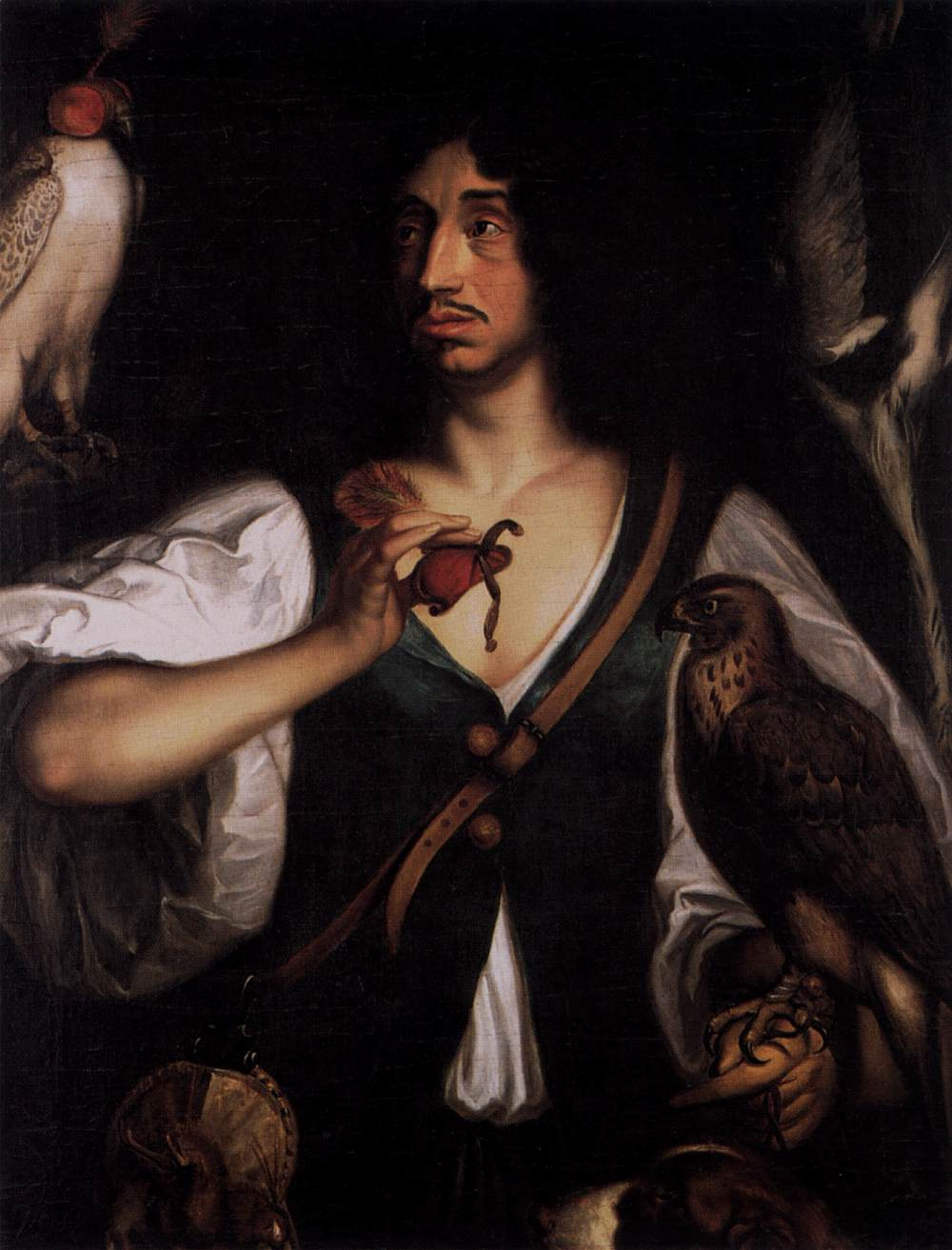
Federico, Langravio d'Assia-Eschwege

Ferdinando Alberto sposò Cristina, figlia di Federico, Langravio d'Assia-Eschwege, nel 1667, ma solo sei dei loro figli raggiunsero la maggiore età.

### Duca di Brunswick-Bevern

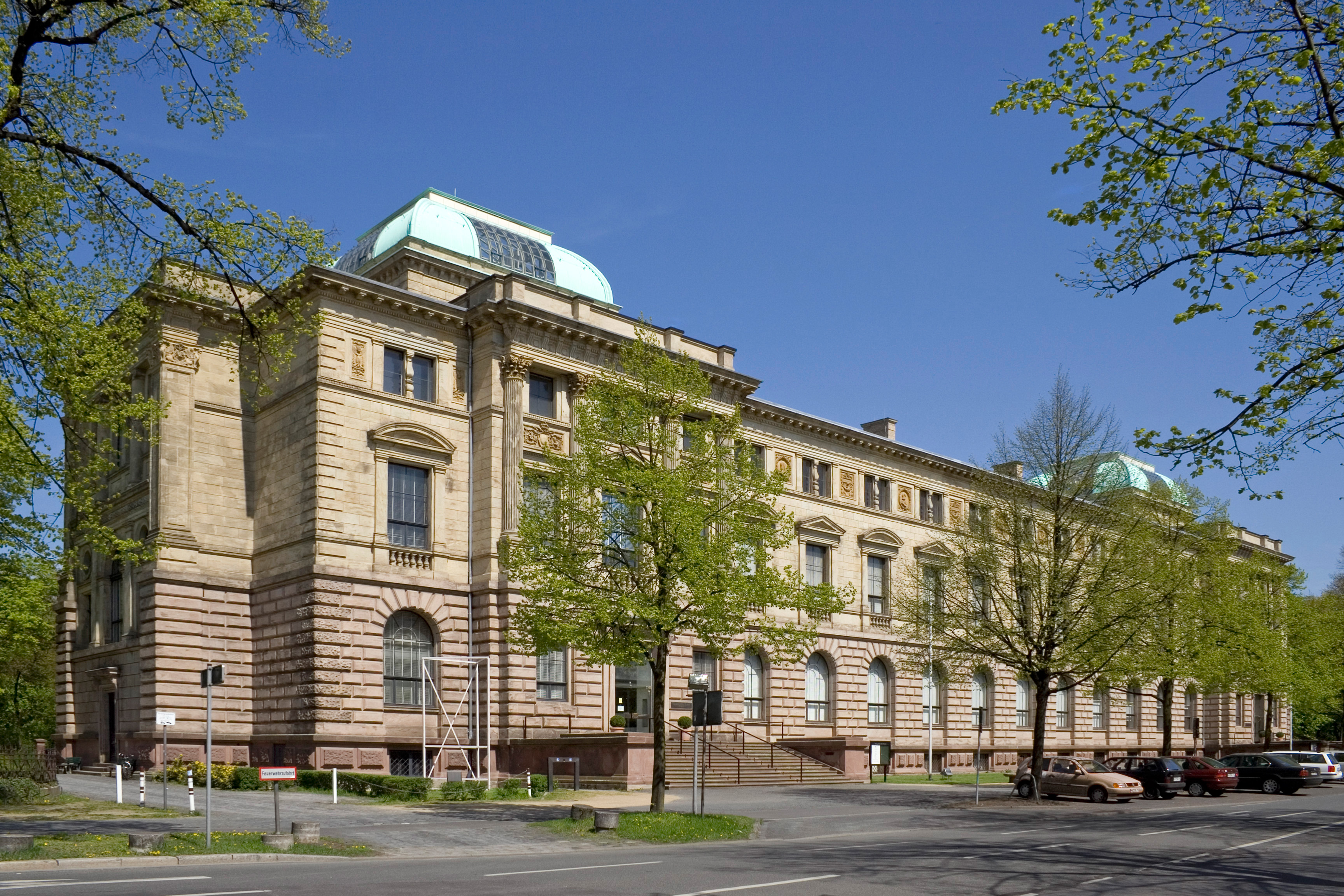
L'Herzog Anton Ulrich-Museum.

Ferdinando Alberto crebbe con una personalità sempre più eccentrica, e diverse volte erano stati i suoi fratelli a dover intervenire militarmente nel suo palazzo per ristabilire l'ordine. Egli collezionò molte opere d'arte che successivamente divennero parte dell'Herzog Anton Ulrich-Museum. 

### Morte

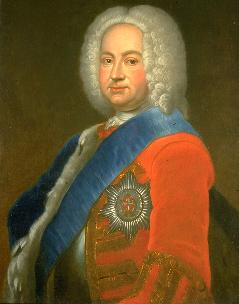
Ferdinando Alberto II di Brunswick-Lüneburg

Egli morì nel 1687; suo figlio, Ferdinando Alberto, erediterà il Principato diversi anni dopo.

## Discendenza
Dal matrimonio con Cristina d'Assia-Eschwege Ferdinando Alberto ebbe:
- Sofia Eleonora (1674 – 1711);
- Augusto Ferdinando (1677 – 1704);
- Ferdinando Alberto II (1680 – 1735);
- Ernesto Ferdinando (1682 – 1746);
- Ferdinando Cristiano (1682 – 1706), prevosto del monastero di Braunschweig
- Enrico Ferdinando (1684 – 1706).

## Ascendenza
|                                            |                                      |                                            | Genitori                           |  |  | Nonni |  |  | Bisnonni                        |  |  | Trisnonni                    |  |
|                                            |                                      |                                            |                                    |  |  |       |  |  | Ernesto I di Brunswick-Lüneburg |  |  | Enrico di Brunswick-Lüneburg |  |
|                                            |                                      |                                            |                                    |  |  |       |  |  | Ernesto I di Brunswick-Lüneburg |  |  | Enrico di Brunswick-Lüneburg |  |
|                                            |                                      | Margherita di Sassonia                     |                                    |  |  |       |  |  | Ernesto I di Brunswick-Lüneburg |  |  |                              |  |
| Enrico III di Brunswick-Lüneburg           |                                      |                                            |                                    |  |  |       |  |  | Ernesto I di Brunswick-Lüneburg |  |  |                              |  |
|                                            |                                      | Sofia di Meclemburgo-Schwerin              | Enrico V di Meclemburgo-Schwerin   |  |  |       |  |  |                                 |  |  |                              |  |
|                                            |                                      | Sofia di Meclemburgo-Schwerin              | Enrico V di Meclemburgo-Schwerin   |  |  |       |  |  |                                 |  |  |                              |  |
|                                            |                                      | Sofia di Meclemburgo-Schwerin              | Ursula del Brandeburgo             |  |  |       |  |  |                                 |  |  |                              |  |
| Augusto di Brunswick-Lüneburg              |                                      | Sofia di Meclemburgo-Schwerin              |                                    |  |  |       |  |  |                                 |  |  |                              |  |
|                                            |                                      | Francesco I di Sassonia-Lauenburg          | Magnus I di Sassonia-Lauenburg     |  |  |       |  |  |                                 |  |  |                              |  |
|                                            |                                      | Francesco I di Sassonia-Lauenburg          | Magnus I di Sassonia-Lauenburg     |  |  |       |  |  |                                 |  |  |                              |  |
|                                            |                                      | Francesco I di Sassonia-Lauenburg          | Caterina di Braunschweig-Lüneburg  |  |  |       |  |  |                                 |  |  |                              |  |
| Ursula di Sassonia-Lauenburg               |                                      | Francesco I di Sassonia-Lauenburg          |                                    |  |  |       |  |  |                                 |  |  |                              |  |
|                                            |                                      | Sibilla di Sassonia                        | Enrico IV di Sassonia              |  |  |       |  |  |                                 |  |  |                              |  |
|                                            |                                      | Sibilla di Sassonia                        | Enrico IV di Sassonia              |  |  |       |  |  |                                 |  |  |                              |  |
|                                            |                                      | Sibilla di Sassonia                        | Caterina di Meclemburgo-Schwerin   |  |  |       |  |  |                                 |  |  |                              |  |
| Ferdinando Alberto I di Brunswick-Lüneburg |                                      | Sibilla di Sassonia                        |                                    |  |  |       |  |  |                                 |  |  |                              |  |
|                                            | Giovanni VII di Meclemburgo-Schwerin | Giovanni Alberto I di Meclemburgo-Schwerin |                                    |  |  |       |  |  |                                 |  |  |                              |  |
|                                            | Giovanni VII di Meclemburgo-Schwerin | Giovanni Alberto I di Meclemburgo-Schwerin |                                    |  |  |       |  |  |                                 |  |  |                              |  |
|                                            | Giovanni VII di Meclemburgo-Schwerin | Anna Sofia di Prussia                      |                                    |  |  |       |  |  |                                 |  |  |                              |  |
| Giovanni Alberto II di Meclemburgo-Güstrow | Giovanni VII di Meclemburgo-Schwerin |                                            |                                    |  |  |       |  |  |                                 |  |  |                              |  |
|                                            |                                      | Sofia di Holstein-Gottorp                  | Adolfo di Holstein-Gottorp         |  |  |       |  |  |                                 |  |  |                              |  |
|                                            |                                      | Sofia di Holstein-Gottorp                  | Adolfo di Holstein-Gottorp         |  |  |       |  |  |                                 |  |  |                              |  |
|                                            |                                      | Sofia di Holstein-Gottorp                  | Cristina d'Assia                   |  |  |       |  |  |                                 |  |  |                              |  |
| Elisabetta Sofia di Meclemburgo-Güstrow    |                                      | Sofia di Holstein-Gottorp                  |                                    |  |  |       |  |  |                                 |  |  |                              |  |
|                                            |                                      | Cristoforo di Meclemburgo                  | Alberto VII di Meclemburgo-Güstrow |  |  |       |  |  |                                 |  |  |                              |  |
|                                            |                                      | Cristoforo di Meclemburgo                  | Alberto VII di Meclemburgo-Güstrow |  |  |       |  |  |                                 |  |  |                              |  |
|                                            |                                      | Cristoforo di Meclemburgo                  | Anna di Brandeburgo                |  |  |       |  |  |                                 |  |  |                              |  |
| Margherita Elisabetta di Meclemburgo       |                                      | Cristoforo di Meclemburgo                  |                                    |  |  |       |  |  |                                 |  |  |                              |  |
|                                            |                                      | Elisabetta Vasa                            | Gustavo I di Svezia                |  |  |       |  |  |                                 |  |  |                              |  |
|                                            |                                      | Elisabetta Vasa                            | Gustavo I di Svezia                |  |  |       |  |  |                                 |  |  |                              |  |
|                                            |                                      | Elisabetta Vasa                            | Margherita Leijonhufvud            |  |  |       |  |  |                                 |  |  |                              |  |
|                                            |                                      | Elisabetta Vasa                            |                                    |  |  |       |  |  |                                 |  |  |                              |  |